# Fox Stage Productions
Fox Stage Productions, aussi nommé Twentieth Century-Fox Theatre Productions, est la branche des spectacles musicaux, type Broadway fondée en 2013 par la 20th Century Fox. À la suite de l'Acquisition de 21st Century Fox par Disney, elle fait désormais partie du Disney Theatrical Group, dépendant des Walt Disney Studios Entertainment.

## Historique
Le 11 juillet 2013, 20th Century Fox s'associe avec le producteur de théâtre Kevin McCollum, le producteur cinématographique John Davis et Tom McGrath pour adapter ses films en comédies musicales pour Broadway,.
Le 28 juillet 2015, Isaac Robert Hurwitz, qui officiait comme consultant depuis 2013, est nommé vice-président de Fox Stage Prod afin d'accélérer les productions de Diary of a Wimpy Kid, The Devil Wears Prada et Madame Doubtfire.
Le 3 juillet 2019, la société Fox Stage Productions est intégrée au Disney Theatrical Group,,, conséquence de l'Acquisition de 21st Century Fox par Disney.

## Les productions
- Anastasia (24 avril 2017 - 31 mars 2019), basé sur Anastasia (1997)
- Moulin Rouge! (depuis le 25 juillet 2019), basé sur Moulin Rouge (2001)
- Mrs. Doubtfire (depuis le 5 avril 2020), basé sur Madame Doubtfire (1993)

### Productions avant la création
- The Red Cat (19 septembre 1934 - septembre 1934)
- Frankenstein (4 janvier 1981 - 4 janvier 1981)[8]
- The Supporting Cast (6 août 1981 - 5 septembre 1981)
- Is there life after high school? (7 mai 1982 - 16 mai 1982)
- Big (28 avril 1996 - 13 octobre 1996)
- Young Frankenstein (8 novembre 2007 - 4 janvier 2009)
- 9 to 5 (30 avril 2009 - 6 septembre 2009)